# Ostróda Reggae Festival
Ostróda Reggae Festival is een van de grootste Poolse reggaefestivals. Het vindt sinds 2001 jaarlijks plaats in augustus in Ostróda in Mazurië.
Het is de voortzetting van het Ost-rock festival dat daar in de jaren 80 plaatsvond. Van 2001 tot 2003 vond het festival plaats onder de naam Ost-Rock-Reggae Festiwal.
Op drie podia (Red Stage, Green Stage en Yellow Sound System Stage, verwijzend naar de rastakleuren), waarvan één in de open lucht, treden Poolse en buitenlandse reggaegroepen op. Daarnaast is er een concours voor nieuwe bandjes. Op het festivalterrein bevinden zich onder andere een camping, een bioscoop en een theehuis.
Enkele artiesten die opgetreden hebben op het festival:
- Dubska
- Happysad
- Ijahman Levi
- Izrael
- Max Romeo
- Misty in Roots
- Sidney Polak
- Steel Pulse
- Twinkle Brothers
- Vavamuffin
- Yellowman

## Trivia
- In 2006 ging het concert van Culture niet door omdat de voorman Joseph Hill twee dagen daarvoor overleed.
- In 2007 vierde de Poolse band Bakshish op het festival zijn 25-jarig jubileum.